# Mtubatuba
Mtubatuba est une petite localité sud africaine du KwaZulu-Natal situe au nord de Richards Bay. Sa population s'élevait en 2011 à près de 1 600 habitants.

## Histoire
La bourgade a été fondée en 1906.